# Hängvägg och liggvägg

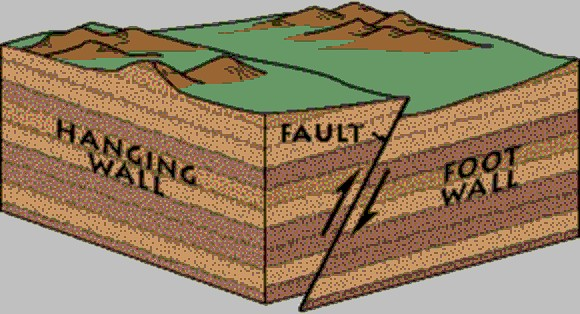
Hängvägg och liggvägg kallas på engelska hanging wall och footwall.

Tecknad genomskärning av Kirunagruvan. Hängvägg till vänster (öster) och liggvägg till höger (väster).

Hängvägg och liggvägg är gruvnäringens och geologins beteckningar på områden kring en lutande förkastning eller en tabulär bergsmassa. Hängväggen är området över diagonala planet av bergmassan eller förkastningen och liggväggen är området under. Terminologin har sitt ursprung i gruvnäringen när man gröpte ur tabulära malmkroppar och gruvarbetarna stod på liggväggen medan hängväggen "hängde" över dem. När hängvägg och liggvägg hänvisar till förkastningar så utgör hängväggen ett överskjutande block i en reversförkastning och ett block som blivit sänkt i en normalförkastning. Ett exempel på en malmkropp som delar ett område i häng- och liggvägg är Kirunagruvans malm. Deformationer långt in på hängväggen har lett till Kiruna stadsomvandling.
Vid dagbrott kan liggväggen bli utsatt för stora spänningar i takt med att dagbrottet växer med utfall som följd.